# Phaeochroa
Phaeochroa is een geslacht van vogels uit de familie kolibries (Trochilidae).

## Soorten
Het geslacht kent de volgende soorten:
- Phaeochroa cuvierii – Schubborstkolibrie